# Estadio Jorge Torres Rocha
El Estadio Jorge Torres Rocha es un estadio de fútbol ubicado en el municipio de Facatativá, Cundinamarca, a 80 minutos del occidente de Bogotá.
El escenario deportivo cuenta con capacidad para 3500 espectadores en sus tribunas construidas de occidental y oriental.
En la temporada 2012 el escenario fue la sede de los partidos del Expreso Rojo en la Categoría Primera B y en los partidos correspondientes a la Copa Colombia del Fútbol Profesional Colombiano. Actualmente no acoge a ningún equipo oficialmente profesional.